# Orthonops gertschi
Orthonops gertschi  (лат.) — вид мелких пауков рода Tarsonops из семейства Caponiidae. Северная Америка: США (Аризона, Калифорния, Невада, Юта).

## Описание
Длина самцов около 3 мм (самки крупнее — до 5 мм). Имеют только 2 глаза. Имеют вентральный полупрозрачный киль на переднем метатарзусе и сильно редуцированную полупрозрачную мембрану между метатарзусом и лапкой передней пары ног.
Вид Orthonops gertschi был впервые описан в 1928 году американским зоологом профессором Ральфом Чемберлином (Ralph Vary Chamberlin, 1879—1967; США) и назван в честь крупного американского арахнолога и зоолога Виллиса Джона Герча (Willis John Gertsch, 1906—1998), открывшего и описавшего около 1000 новых для науки видов пауков и других паукообразных. Таксон Orthonops gertschi включён в состав рода Orthonops Chamberlin, 1924 (вместе с Orthonops giulianii, Orthonops overtus, Orthonops zebra и другими).